# 천양희
천양희(千良姬, 1942년 1월 21일 ~ )는 대한민국의 시인이다.

## 생애
부산광역시 출신. 이화여자대학교 국문학과 졸업. 1965년 현대문학에 '정원 한때' 등을 발표하며 등단.

## 작품

### 시집
- 《마음의 수수밭》(창비, 1994)
- 《너무 많은 입 》(창비, 2005)
- 《나는 가끔 우두커니가 된다》(창비, 2011)
- 《새벽에 생각하다 》(문학과지성사, 2017)

### 수필집
- 2013년 《간절함 앞에서는 언제나 무릎을 꿇게 된다》[1]

## 수상
- 1998년 현대문학상
- 2005년 공초문학상
- 2011년 만해문학상